# اختطافات كوريا الشمالية للكوريين الجنوبيين
أُخذ نحو 84532 كوري جنوبي إلى كوريا الشمالية خلال الحرب الكورية. تدّعي إحصائيات كوريا الجنوبية خطف كوريا الشمالية 3800 شخص منذ اتفاقية الهدنة الكورية عام 1953، أغلبهم خُطفوا في نهاية السبعينيات، و489 منهم ما زالوا مخطوفين حتى 2006.

## الاصطلاح
ينقسم الكوريون الجنوبيون الذين اختطفتهم كوريا الشمالية إلى مجموعتين، مختطفي فترة الحرب ومختطفي فترة ما بعد الحرب.

### مختطفو الحرب
يُطلَق على الكوريين الجنوبيين الذين خُطفوا إلى الشمال ضد رغباتهم خلال الحرب الكورية 1950-1953 وماتوا هناك أو مازالوا مُحتجزين في كوريا الشمالية باسم مختطفي الحرب أو مختطفي الحرب الكورية. أغلبهم كانوا متعلمين أو أصحاب مهارات مثل سياسيين، أطباء، قضاة، دارسين، تعليميين، صحفيين، موظفين حكوميين، أو رجال أعمال. حسب شهادات أفراد عوائلهم، أغلب الاختطافات حدثت على يد جنود كوريين شماليين كانوا يحملون أسماء مُعيّنة وهويّات بين أيديهم عندما ظهروا عند بيوت المخطوفين. وهذا يدُل على أن الاختطافات كانت مُتعمدة ومُنظّمة.

### مختطفو ما بعد الحرب
يُطلَق على الكوريين الجنوبيين الذين اختطفهم عملاء كوريا الشمالية في أراضي كوريا الجنوبية أو بلدان أجنبية بعد الهدنة الموقعة عام 1953 باسم مختطفي ما بعد الحرب. قُبِض على أغلبهم عندما كانوا يصطادون الأسماك قرب المنطقة الكورية منزوعة السلاح، لكن خُطِف بعضهم على يد عملاء كوريا الشمالية في كوريا الجنوبية. استمرت كوريا الشمالية بخطف الكوريين الجنوبيين في القرن الحادي والعشرين كما في حالة المحترم كيم دونك شيك الذي خُطف يوم 16 يناير 2000 وجين كيونك سك وهي كورية شمالية انشقت إلى كوريا الجنوبية واختُطِفت يوم 4 أغسطس 2004 عندما عادت إلى المنطقة الحدودية بين الصين وكوريا الشمالية مُستخدمةً جواز سفرها الكوري الجنوبي.

## خلفية الموضوع
خلال فترة الحرب، اختطفت كوريا الشمالية الكوريين الجنوبيين لزيادة القدرات البشرية لإعادة التأهيل بعد الحرب. جنّدت النخبة المثقفة المرهقة في كوريا الشمالية لاختطاف الذين تحتاج إليهم لإعادة التأهيل بعد الحرب والاختصاصيين التقنيين والعمال. وُجدت نيّة لاستنزاف النخبة المثقفة من المجتمع الكوري الجنوبي، ومُفاقمة الإرباك المُجتمعي، وترويج الشيوعية لكوريا الجنوبية بجعل إصلاحات بعد الحرب صعبة بسبب نقص الخبراء التقنيين والشباب. وُجدت نيّة أيضًا لتغطية الاختطافات تحت مُسمّى التدخل الطوعي لتقديم نظامهم السياسي. في الأعمال الكاملة، المجلد الرابع بتاريخ 31 يوليو 1946، كتب القائد الكوري الشمالي كيم إل سونج: «فيما يتعلق بجلب النخبة المثقفة الجنوبية، لا يكفي التفتيش عن جميع النخبة المثقفة الشمالية لحل مشكلة النقص، يجب أن نجلب النخبة المثقفة الجنوبية كذلك».
في حالة مختطفي بعد الحرب، صرّح يويتشي شيمادا وهو بروفيسور في جامعة فوكوي اليابانية أن كوريا الشمالية تخطف المواطنين الاجانب لـ:
1. التخلص من الشهود الذي صادفوا عملاء كوريا الشمالية في أثناء عملهم.
2. سرقة هويات الضحايا وإرسال العملاء للتسلل إلى البلدان المقصودة.
3. إجبار المختطفين على تعليم لغاتهم المحلية وتقاليدهم إلى عملاء كوريا الشمالية.
4. استخدام خبرات المختطفين ومهاراتهم الخاصة.
5. غسل أدمغة المخطوفين وتحويلهم إلى عملاء سريين، من الصعب وصول الصيادين إلى معلومات قيّمة، لكن ما زال بالإمكان تدريبهم بوصفهم جواسيس وإعادة إرسالهم إلى الجنوب.
6. استخدام المخطوفين أزواجًا للمواطنين غير الاعتياديين في كوريا الشمالية خصوصًا الأجانب الوحيديين مثل المُنشقين أو المخطوفين الآخرين.

هذه الأنماط الستة لا تتعارض فيما بينها، خصوصًا النقاط 2، 3، و4 المُشتقة من أمر كيم جونك إيل السري عام 1976 لاستخدام الأجانب نظاميًا أكثر، لزيادة جودة فعالية جواسيس كوريا الشمالية والمُساهمة في تعليم الجواسيس.
قد تستخدم المؤسسات المسؤولة عن شن حملات الدعاية ضد الجنوب مثل منشآت النشر ذوي التعليم العالي.

## موقف كوريا الشمالية حول مشكلة الاختطافات
أظهرت كوريا الشمالية مواقف مختلفة حول مشكلة الاختطافات.
فيما يتعلق بالادعاءات حول اختطاف المواطنين اليابانيين، يوم 17 سبتمبر 2002، اعترفت الحكومية الكورية رسميًا باختطاف 13 مواطنًا يابانيًا عند لقاء القائد الكوري الشمالي كيم جونك إيل ورئيس الوزراء الياباني جونيتشيرو كويزومي.
أما مشكلة اختطافات الكوريين الجنوبيين، فقد ادعت كوريا الشمالية باستمرار عدم وجود مختطفين جنوبيين في كوريا الشمالية. بعد الهدنة عام 1953، رفضت كوريا الشمالية إطلاق سراح الكوريين الجنوبيين المُختطفين في فترة الحرب، رغم وجود قرار يسمح للمختطفين المدنيين بالعودة في البند الثالث في اتفاقية الهدنة الكورية. وهي وثيقة وقّعها مُمثلين من الولايات المتحدة، وكوريا الشمالية، والصين. أرجعت كوريا الشمالية 19 أجنبيًا فقط إلى الجنوب.
وأما مختطفو ما بعد الحرب، فتُصر كوريا الشمالية على أن الكوريين الجنوبيين انشقوا إلى كوريا الشمالية ويبقون هناك بإرادتهم الحرة، مع ذلك ترفض بالسماح لأقاربهم من كوريا الجنوبية بالتواصل معهم. رغم شهادات المخطوفين السابقين الفارّين من الشمال، مازالت كوريا الشمالية ثابتة على موقفها: «لا يوجد كوريون جنوبيون مختطفون ولا يُمكن إثبات وجودهم».

## المحادثات المنعقدة
أوضحت حكومة سيول أن حل مشكلة المختطفين وأسرى الحرب الكورية ليست فقط جزءًا من مسؤوليات الحكومة الأساسية لحماية مواطنيها، بل هي من أهم أولوياتها. مع أن الحكومة الجنوبية تحاول استعجال الحكومة الشمالية للتعامل مع مشكلة المختطفين، لم تحصد نتائج حقيقية حتى الآن. منذ القمة الكورية عام 2000، تعامل الشمال والجنوب مع مشكلة المختطفين في المحاورات، والقمة الشمالية الجنوبية الثانية، ومحادثات رئيسي الوزراء وعدة جولات أخرى من المحاورات على المستوى الوزاري أو محاورات الصليب الأحمر الكوري.
- يوم 15 يونيو 2000، في أول قمة شمالية-جنوبية، اتفق رئيس كوريا الجنوبية كيم داي جونج ونظيره الشمالي كيم جونك إيل على حل المشكلة البشرية سريعًا، يتضمن هذا تبادل زيارات مجموعات العوائل المتفرقة والأقرباء، لكن حسب كلماتهم ونصوصهم في اتفاقيتهم وفي الإعلان المشترك للشمال والجنوب يوم 15 يونيو، لم تُذكر مسألة المختطفين.
- في العام ذاته، أعادت كوريا الجنوبية توطين 63 شخصًا متهمين بكونهم جواسيس شيوعيين، ووفرت مليارات الدولارات للمساعدة والتجارة إلى الشمال. لكنها كانت مترددة حول تحدي إنكار الشمال وعدم اختطافه أي كوريين جنوبيين مع أنّ كيم جونك إيل اعترف في 2002 أن كوريا الشمالية اختطفت 13 مواطنًا يابانيًا وحررت 5.[16]
- يوم 24 يونيو 2005، في الجولة 15 للمحادثات الكورية الوزارية القائمة في سيول، اتفق الشمال والجنوب على القيام بالجولة السادسة من محادثات الصليب الأحمر الكوري للتشاور حول المشكلة البشرية، ويتضمن هذا التحقق من مصير وموقف المفقودين خلال الحرب الكورية.[17]
- خلال الجولة السادسة من محادثات الصليب الأحمر الكوري المُقامة في أغسطس 2005، تناقش الشمال والجنوب حول تأكيد مصير وموقع المفقودين خلال الحرب الكورية، لكن لم تنتج أي نتائج حقيقية.[18]
- خلال الجولة الثامنة من محادثات الصليب الأحمر الكوري المُقامة في أبريل 2007، اتفقت الكوريتان على «نظام لقاءات لم الشمل العائلي»، والتعاون وحل مشكلة المفقودين خلال الحرب الكورية أو بعدها. بدا هذا الأسلوب الأكثر واقعية، لكنه أظهر أيضًا أن كوريا الشمالية ما زالت ترفض الاعتراف بأي قضية اختطاف لكوريين جنوبيين.
- خلال القمة الجنوبية-الشمالية الثانية، يوم 4 أكتوبر 2007، رفع روه مو هيون مشكلة أسرى الحرب والمختطفين لكيم جونك إيل لكن فشل في تحقيق حل لأن كيم جونك إيل لم يستجب.[19]
- أول محادثات رئاسات الوزراء الكورية في نوفمبر 2007 والجولة التاسعة من محادثات الصليب الأحمر الكوري أعادتا تأكيد اتفاقية الجولة الثامنة من محادثات الصليب الأحمر.

## طريقة التبديل: تضمين فئة العوائل المنفصلة
لأن كوريا الشمالية مستمرة بإنكار وجود المختطفين وأسرى الحرب على أراضيها منذ نوفمبر 2000، تحاول الحكومة الكورية حل الأزمة باستخدام أسلوب واقعي أكثر بتضمين أسرى الحرب والمختطفين في فئة العوائل المُنفصلة. بهذه الطريقة، يمكن عوائل الاسرى والمختطفين المشاركة في فعاليات لم الشمل العادية التي تُنظم للعوائل المفرقة بسبب الحرب. ونتيجة هذه الجهود، استطاعت 38 عائلة من عوائل الأسرى والمخطوفين أن تلتقي بأفراد عائلتهم في كوريا الشمالية وتأكد مصير 88 شخصًا.